# Reading Eagle
O Reading Eagle é o principal jornal diário de Reading, Pensilvânia, nos Estados Unidos. Um jornal de propriedade familiar até à primavera de 2019, a sua circulação relatada é de 37.000 (diariamente) e 50.000 (domingos). Serve a região de Reading e Berks County, na Pensilvânia.
Depois de celebrar o seu sesquicentenário de propriedade local e controle editorial em 2018, o Reading Eagle foi adquirido pelo MediaNews Group, sediado em Denver, Colorado (também conhecido como Digital First Media), em maio de 2019.

## História
O jornal foi fundado em 28 de janeiro de 1868. Inicialmente, um jornal da tarde foi publicado de segunda a sábado, com uma edição da manhã de domingo adicionada mais tarde.
Em 1940, o Eagle adquiriu o Reading Times, que era um jornal da manhã, mas eles permaneceram documentos separados. Os funcionários de dois jornais foram juntos em 1982. Em junho de 2002, o Reading Times parou de publicar, e o Eagle tornou - se um jornal da manhã. Ambos os jornais publicavam uma edição conjunta da manhã de sábado desde 1988.
O autor John Updike trabalhou no Eagle como copyboy na sua juventude durante vários estágios de verão no início dos anos 50, e escreveu vários artigos.
Em 2009, o jornal mudou para o formato berlinense e demitiu 52 funcionários no final de abril daquele ano.
Depois de celebrar seu sesquicentenário de propriedade local e controle editorial, o jornal familiar sofreu dificuldades financeiras e cortou 16% de sua equipe de redação em 23 de maio de 2018, também voltando ao tamanho anterior do seu modelo alguns meses depois. Menos de um ano depois, a empresa anunciou que estava entrando com pedido de falência em 20 de março de 2019. Em maio de 2019, o jornal foi adquirido pelo MediaNews Group , de Denver, Colorado (também conhecido como Digital First Media), em maio de 2019.

## Edição de domingo
Por muitos anos, o Sunday Reading Eagle exibiu um anúncio na sua seção de quadrinhos de domingo dizendo "Maior seção de quadrinhos do país", executando mais de 50 recursos até o final da década de 1980 e ocupando duas seções até 1995. Trazia meia página do príncipe Valiant, Hägar, o Horrível e Tarzan, além de versões menores de Dick Tracy, The Phantom e muitas tiras de humor populares. Em 8 de julho de 2018, no entanto, seguiu o caminho da maioria dos jornais americanos em declínio e reduziu o tamanho da sua seção de quadrinhos e das tiras que imprime.